# Onderscheppingsvliegtuig
Een onderscheppingsvliegtuig, onderscheppingsjager of interceptor is een jachtvliegtuig ontworpen voor de onderschepping en vernietiging van vijandelijke vliegtuigen. Gedurende de Koude Oorlog werd de onderscheppingsjager gebruikt voor de bestrijding van bommenwerpers. Een aantal werd al gebouwd in de periode voor de Tweede Wereldoorlog. De rol van de onderschepper eindigde nagenoeg na de jaren zestig van de twintigste eeuw, toen de rol van de strategische bommenwerpers werd overgenomen door de intercontinentale ballistische raketten.

## Ontwerp

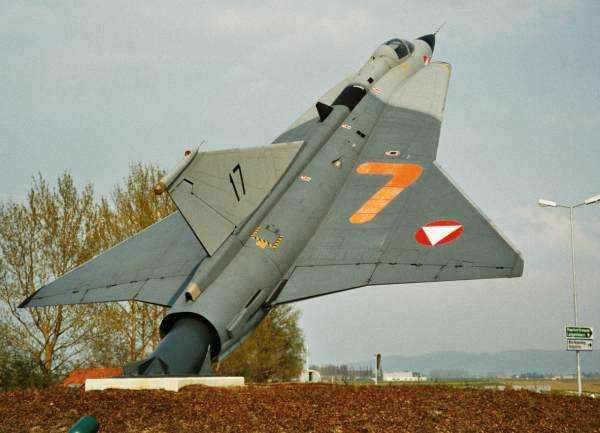
Saab Draken, een pointdefensejager van de Oostenrijkse luchtmacht

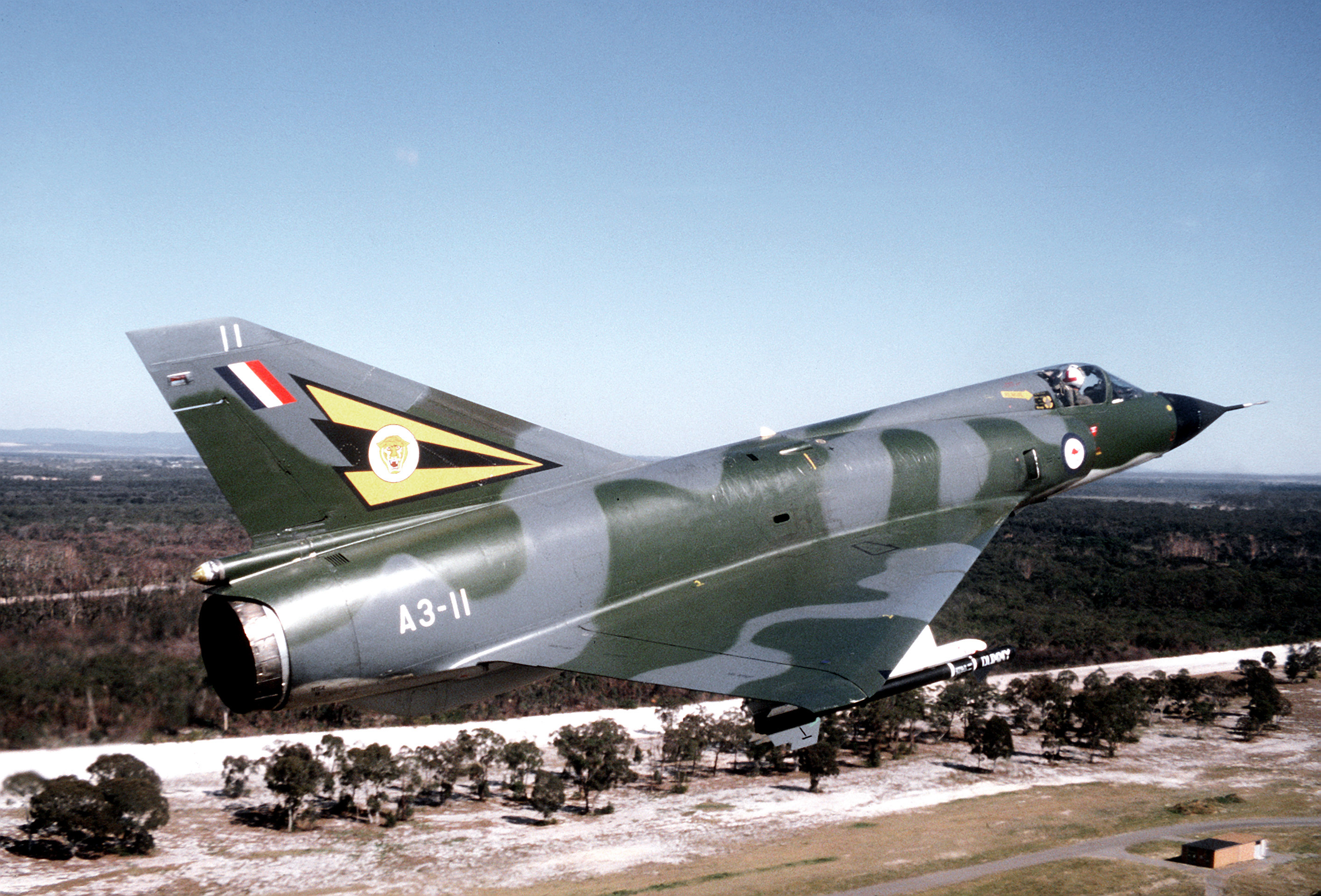
Mirage III, een air-defensejager bij uitstek

Onderscheppingsjagers zijn bruikbaar op verschillende aspecten.
- Pointdefense-jagers waren ontworpen om snel op te stijgen en zo snel mogelijk naar de hoogte van de vijand te klimmen. Een mooi voorbeeld van onderscheppingsjagers bij uitstek geschikt voor pointdefense zijn de Saab 35 Draken en de Convair F-102 Delta Dagger. De toestellen werden jarenlang door resp. de Zweedse en Oostenrijkse luchtmacht en de USAF alleen voor deze doeleinden gebruikt.
- Air-defense-luchtverdedigingsjagers (AD-jagers) zijn bedoeld voor het uitvoeren van Combat Air Patrols (CAP) in een groot gebied. De AD-jager was belangrijk tijdens de Koude Oorlog toen de luchtverdediging werd opgezet boven grote gebieden. Een mooi voorbeeld van AD-jagers zijn de Franse Dassault Mirage III en de Amerikaanse Convair F-106 Delta Dart.

Na de jaren zeventig van de twintigste eeuw werd de rol van de onderscheppingsjager veelal overbodig en samengevoegd met die van de luchtoverwichtsjager en ontstond een combinatie, het multirolegevechtsvliegtuig. Tegenwoordig wordt de onderscheppingsrol normaal gesproken uitgevoerd door multiroletoestellen, zoals bij de US Air Force de F-15 en F-16. De voormalige Sovjet-Unie behield wel een aantal onderscheppingsjagers om de gigantische kustlijn te beschermen.
De Britse RAF introduceerde een variant van de Panavia Tornado voor de luchtverdediging in de jaren tachtig en bleef deze gebruiken tot in 2006 de Eurofighter Typhoon werd geïntroduceerd. De multirole-Eurofighter heeft de Tornado als onderschepper vervangen en wordt gebruikt als luchtoverwichtsjager, aanvalsjachtbommenwerper en onderschepper.